# Amt Elmshorn-Land
Amt Elmshorn-Land er et amt i det nordlige Tyskland, beliggende under Kreis Pinneberg. Kreis Pinneberg ligger i den sydlige del af delstaten Slesvig-Holsten. Amtsforvaltningen er beliggende i Elmshorn og er fælles for syv tilhørende kommuner. Amtet grænser i nord op til Kreis Steinburg, i øst til Amt Rantzau, i syd til Amt Moorrege og byen Tornesch og i vest til floden Elben.

## Kommuner i amtet
- Klein Nordende
- Klein Offenseth-Sparrieshoop
- Kölln-Reisiek
- Raa-Besenbek
- Seester
- Seestermühe
- Seeth-Ekholt